# E661
E661 eller Europaväg 661 är en europaväg som går från Balatonkeresztúr i Ungern via Kroatien till Zenica i Bosnien och Hercegovina. Längd 430 km.

## Sträckning
Balatonkeresztúr - Böhönye - Barcs - (gräns Ungern-Kroatien) - Virovitica - (gräns Kroatien-Bosnien och Hercegovina) - Banja Luka - Jajce - Donji Vakuf - Zenica

## Standard
Vägen är landsväg hela sträckan.

## Anslutningar till andra europavägar
- E71
- E70
- E761
- E73